# ميلرزويو (تكساس)
ميلرزويو (بالإنجليزية: Millersview, Texas)‏ هي unincorporated community of the United States of America تقع في الولايات المتحدة في مقاطعة كونتشو (تكساس).